# Preston, Dorset
Preston är en ort i civil parish Weymouth, i kommunen Dorset, i grevskapet Dorset, i England. Orten hade 4 830 invånare år 2011. Preston var en civil parish fram till 1933 när blev den en del av Weymouth, Bincombe och Poxwell. Civil parish hade 855 invånare år 1931.